# ۳-منیفلد

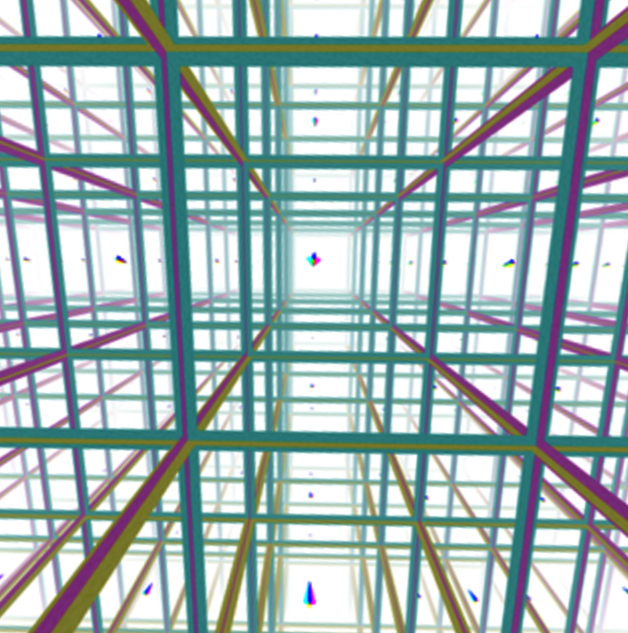
یک تصویر از درون ۳-چنبره. تمام مکعب های درون تصویر، در اصل یک مکعب هستند، چون نور در این منیفلد به دور حلقه های بسته ای می پیچید، لذا اثر این پدیده آن خواهد بود که مکعب مورد نظر تمام فضا را کاشی‌کاری خواهد کرد (کپی های آن کنار هم چیده می شوند). این فضا حجم متناهی داشته و بدون مرز است.

در ریاضیات، یک ۳-منیفلد یا منیفلد سه بعدی، فضایی است که به طور موضعی شبیه یک فضای سه بعدی اقلیدسی است. یک ۳-منیفلد را می توان به صورت شکلی از فضا تصور کرد. دقیقاً همانگونه که یک کره به طور موضعی (از دید یک مشاهده گری که به میزان کافی کوچک باشد) شبیه یک صفحه است، تمام ۳-منیفلد ها هم به طور موضعی، از دید یک ناظر به میزان کافی کوچک، شبیه جهان ما هستند. در تعریفی که در ادامه خواهد آمد این توصیف به زبان ریاضی به طور دقیق تر بیان خواهد شد.

## معرفی

### تعریف
یک فضای توپولوژی {\displaystyle X} ۳-منیفلد است اگر یک فضای هاسدورف شمارای دوم باشد و هر نقطه آن در {\displaystyle X} همسایگی داشته باشد که با فضای اقلیدسی ۳ بعدی همسان‌ریخت باشد.

### نظریه ریاضیاتی ۳-منیفلدها
رسته‌های توپولوژی قطعه-به-قطعه خطی و هموار در فضاهای سه بعدی همگی با هم معادلند، بنابر این در این فضا تمایز چندانی بین ۳-منیفلدهای توپولوژی یا ۳-منیفلدهای هموار قائل نمی شویم.
پدیده‌های سه بعدی قادرند از پدیده‌های ابعاد دیگر به شدت متفاوت باشند، و بنابراین برای این بعد تکنیک های به شدت تخصصی وجود دارند که به ابعاد دیگر تعمیم پیدا نمی کنند. نقش خاصی که این بعد بازی می کند موجب کشف ارتباط نزدیک آن با دیگر زمینه های ریاضیاتی گشته چون: نظریه گره، نظریه گروه هندسی، هندسه هذلولوی، نظریه اعداد، نظریه تایشمولر، نظریه میدان کوانتومی توپولوژیکی، نظریه پیمانه، همولوژی فلوئر و معادلات دیفرانسیل جزئی. نظریه ۳-منیفلد به عنوان بخشی از توپولوژی بعد پایین یا توپولوژی هندسی در نظر گرفته می شود.
ایده اصلی این نظریه مطالعه یک ۳-منیفلد با در نظر گرفتن رویه های خاصی است که در آن نشانده می شود. می توان یک رویه را به طرز مناسبی در یک ۳-منیفلد قرار داد چنان که منجر به ایده رویه فشرده نشدنی و نظریه منیفلد های هاکن می گردد، یا می توان قطعات مکمل را به طرز مناسب چنان انتخاب کرد که منجر به ساختارهایی چون شکافتگی هیگارد گشته که حتی در حالت غیر-هاکنی هم مفید واقع شوند.
خدمات ثرستن به این نظریه، امکان می دهد تا در موارد متعدد بتوانیم ساختار اضافی که توسط یک مدل هندسی خاص ثرستن ارائه می گردد (هشت تا از این مدل ها وجود دارند) را مد نظر قرار دهیم. رایج ترینشان هندسه هذلولی است. معمولاً استفاده از یک هندسه به علاوه رویه های خاص مفید است.
گروه‌های بنیادین ۳-منیفلدها قویاً اطلاعات توپولوژیکی و هندسی مربوط به یک ۳-منیفلد را انعکاس می دهند. لذا، بین نظریه گروه‌ها و روش های توپولوژیکی اثر متقابلی وجود دارد.